# Balak ibn Bahram
Balak ibn Bahram mit vollem Namen Nur al-Dawla Balak ibn Bahram ibn Artuk (* um 1080; † 6. Mai 1124 in Manbidsch) war ein ortoqidischer Emir im Dienste der Seldschuken. Mit der Zeit wurde er zum Emir von Sarudsch, Khanzit und von Aleppo.
In den Quellen taucht Balak im Jahr 1096 als Emir von Sarudsch auf. Als die Stadt 1098 die Zahlung der Tribute einstellte und sich gegen Balak erhob, rief dieser Balduin von Boulogne, der damals Graf von Edessa war, zur Hilfe. Dieser aber sah dies als Gelegenheit und nahm die Stadt 1098 für sich ein. So verlor Balak Sarudsch. Als sein Onkel Ilghazi zum Emir von Irak ernannt wurde, ging Balak gemeinsam mit Ilghazi in den Irak. In den nächsten Jahren kämpfte er dort in verschiedenen Schlachten für die Seldschuken. Als aber sein Onkel in Ungnade fiel, kehrten sie 1105 nach Diyarbakir, dem Heimatort der Ortoqiden, zurück. Balak geriet in einen Streit zwischen seine Onkeln Ilghazi und Sökmen und wurde von Sökmen eingesperrt. Nach Sökmens Tod kam er frei und eroberte 1113 Palu, dessen turkmenischer Herrscher kurz vorher verstorben war. Balak heiratete kurz darauf die Witwe des Seldschukenherrschers Kılıç Arslan I. und wurde so zum Beschützer des jungen Prinzen Toghrul Arslan. Gestärkt durch diese Hochzeit machte sich Balak zum Emir von Khanzit mit Harput als Hauptsitz. Er erweiterte auf Kosten der Mengücek sein Gebiet bis Mazgirt und Çemişgezek.
Balak, dessen Ziel es war die Grafschaft Edessa zu erobern, belagerte 1122 gemeinsam mit Ilghazi die Festung Zerdana, musste aber vor dem herannahenden Heer Balduins II. von Jerusalem weichen und konnte keine Erfolg erzielen. Am 13. September 1122 gelang es ihm aber Graf Joscelin I. von Edessa und Waleran von Biredschik gefangen zu nehmen. Diese waren in der Nähe von Sarudsch mit einer nur kleinen Reitereskorte auf das Heer Balaks gestoßen und wegen eines schweren Regengusses, der den Boden aufgeweicht hatte, misslang ihnen die Flucht vor Balaks leichter turkmenischer Reiterei. Balak verlangte im Gegenzug für ihre sofortige Freilassung die Grafschaft Edessa, doch Joscelin I. lehnte ab und wurde zur Festung Harput (Armenisch Khartpert) gebracht.
Im November 1123 starb Ilghazi, woraufhin seine Söhne und Neffen dessen Ortoqiden-Erbe aufteilten. Balak konnte im Rahmen der Erbteilung seine Besitzungen im Norden vergrößern und Harran im Süden hinzugewinnen.
König Balduin II., der in Edessa die Regentschaft für Joscelin I. übernommen hatte, nutzte die Wirren der Erbauseinandersetzung, um Athareb und Biredschik zurückzuerobern. Als Balduin II. am 18. April 1123 bei Gerger am Euphrat lagerte und sich gerade anschickte mit seinem Falken zu jagen, wurde er vom Heer Balaks überrascht, das sein Lager angriff. Balduins Heer erlitt schwere Verluste, der König selbst wurde gefangen genommen und ebenfalls in Harput eingesperrt.
Balak zog nach Aleppo, das er am 27. Juni 1123 einnahm. Aleppo war nach Ilghazis Tod dessen Sohn Badr ad-Daulah Suleiman zugefallen, der sich aber in der Stadt nicht halten konnte. Dort heiratete Balak die Tochter des ehemaligen Aleppoherrschers Radwan. Im August eroberte er die bis dahin zum Fürstentum Antiochia gehörige Stadt Albara.
Während Balaks Abwesenheit konnten die gefangenen Franken mit Hilfe der einheimischen Armenier die Festung Harput übernehmen und Joscelin I. entkam. Balak kehrte sofort nach Harput zurück und ließ die Festung nach kurzer Belagerung erstürmen und nahm Harput wieder in Besitz. Alle Verteidiger, Franken wie Armenier, wurden getötet. Nur König Balduin II., ein Neffe Balduins und Waleran von Biredschik blieben verschont und wurden als Gefangene nach Harran gebracht. Ein fränkisches Entsatzheer, das Joscelin aus Jerusalem herangeführt hatte, kam zu spät zur Rettung Harputs und war zu schwach Harran zu belagern, so dass es nach einigen Plünderungen im Umland Aleppos nach Jerusalem heimkehrte.
Balak konnte die Schwäche der Franken nicht nutzen, da ihm Aleppo drohte wieder zu verloren zu gehen. 1124 erhob sich sein turkmenischer Statthalter von Manbidsch gegen ihn. Balak ließ Manbidsch einnehmen, den Statthalter verhaften und den Aufstand niederschlagen. Allerdings konnte sich der Bruder des Statthalters in der Zitadelle von Manbidsch verschanzen, von wo er Joscelin I. zur Hilfe rief. Balak stellte sich dem Heer Joscelins entgegen und schlug es zurück, wurde aber wenig später bei der Belagerung der Zitadelle von Manbidsch am 6. Mai 1124 durch einen Pfeilschuss getötet. Sein Leichnam wurde nach Aleppo gebracht.